# Sisyroxena syncentra
Sisyroxena syncentra är en fjärilsart som beskrevs av Edward Meyrick 1916. Sisyroxena syncentra ingår i släktet Sisyroxena och familjen Copromorphidae. Inga underarter finns listade i Catalogue of Life.